# Октябрьське (Правдинський район)
Октябрьське (рос. Октябрьское), до 1950 року — Кляйн Шьонау (нім. Klein Schönau) — селище в Правдинському районі Калінінградської області Російської Федерації. Входить до складу Правдинського міського поселення.